# هنري بارنارد
هنري بارنارد هو سياسي أمريكي، ولد في 24 يناير 1811 في هارتفورد في الولايات المتحدة، وتوفي بنفس المكان في 5 يوليو 1900. انتخب عضو مجلس نواب كونيتيكت ‏.

## وصلات خارجية
- هنري بارنارد على موقع الموسوعة البريطانية (الإنجليزية)